# Резолюция Совета Безопасности ООН 82
Резолюция Совета Безопасности ООН №82 была принята 25 июня 1950 года в связи с вторжением КНДР на территорию Республики Корея. Совет Безопасности был созван Генеральным Секретарем Трюгве Ли на экстренное совещание, на котором, однако, отсутствовал представитель СССР, бойкотировавший заседания СБ ООН. Совет Безопасности осудил северокорейскую агрессию и дал санкцию на вступление в войну войск ООН, которым удалось переломить ход войны.

## Голосование
| За (9) | Воздержались (1) | Против (0) | Не присутствовали (1) |
| --- | ---------------- | ---------- | --------------------- |
| 1. Великобритания 2. США 3. Франция 4. Китайская Республика 5. Куба 6. Египет 7. Норвегия 8. Индия 9. Эквадор | 1. Югославия     |            | 1. СССР               |

 * жирным выделены постоянные члены Совета Безопасности ООН